# Резолюция Совета Безопасности ООН 1839
Резолюция Совета Безопасности Организации Объединенных Наций 1839 — резолюция Совета Безопасности ООН, единогласно принятая 9 октября 2008 года. Резолюция касается грузино-абхазского конфликта, в частности продления мандата миссии Организации Объединенных Наций по наблюдению в Грузии (МООННГ).

## Резолюция
Единогласно приняв резолюцию 1839 (2008), Совет не принял никаких других решений о своих действиях, однако он сослался на самый последний доклад Генерального секретаря, в котором отмечается, что после российско-грузинского конфликта в Южной Осетии область ответственности UNOMIG неясна, а также на все свои предыдущие резолюции, включая №1808 от 15 апреля 2008 года. В докладе Генеральный секретарь рекомендует юридическое продление Миссии на четырёхмесячный срок, 
Резолюция приняла продление мандата на четырёхмесячный срок, а именно до 15 февраля 2009 года. Резолюция также постановляет продолжение активного занятия этим вопросом.